# Plagithmysus dodonaeae
Plagithmysus dodonaeae là một loài bọ cánh cứng trong họ Cerambycidae.